# Iglesia de Todos los Santos (Wittenberg)
La Iglesia de Todos los Santos, comúnmente llamada en alemán Schlosskirche (Iglesia del Palacio) —para distinguirla de la Iglesia de la ciudad (Iglesia de Santa María)— y conocida a veces como la Iglesia Conmemorativa de la Reforma, es una iglesia luterana en Wittenberg, Sajonia-Anhalt, Alemania. Es el sitio donde las 95 tesis fueron clavadas en una de las puertas por Martín Lutero el 31 de octubre de 1517, acto que fue el comienzo de la Reforma protestante. Desde 1883 en adelante la iglesia fue restaurada como un lugar conmemorativo y reinaugurada el 31 de octubre de 1892, 375 años después de la actuación de Lutero.

## Historia
Una primera capilla dedicada a Todos los Santos fue erigida en la nueva residencia del duque de Ascania Rodolfo I de Sajonia-Wittenberg aproximadamente en 1340. Consagrada el 6 de mayo de 1346, Rodolfo subordinó su fundación a la jurisdicción inmediata de la Santa Sede. Con más donaciones hechas por su sucesor el duque Rodolfo II, fue nombrada la iglesia principal de Wittenberg por el Papa Bonifacio IX en 1400.

### Fundación

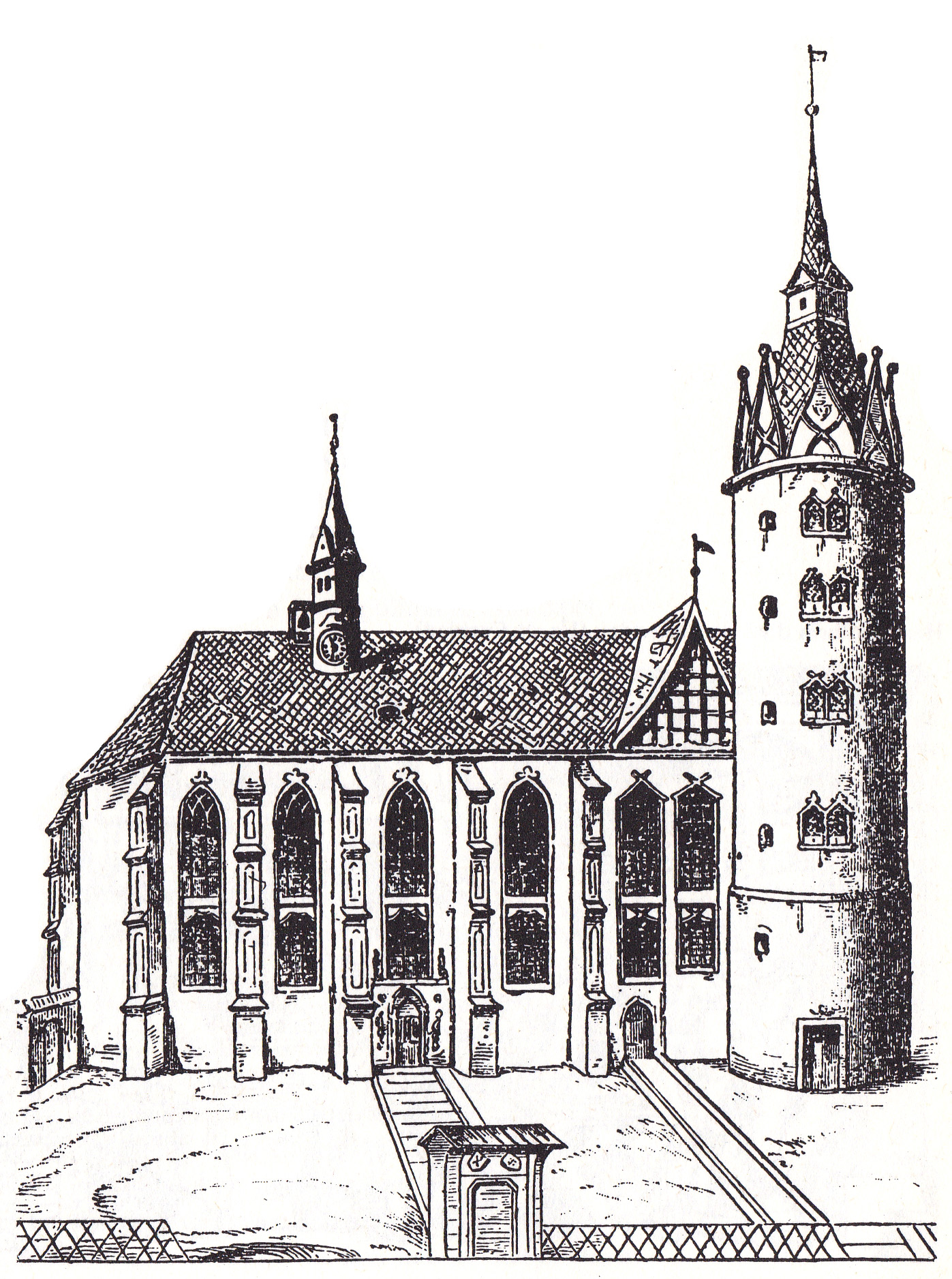
Iglesia del Palacio en Wittenberg, según Lucas Cranach el Viejo (1509).

Cuando a finales del siglo XV el príncipe de Wettin Frederick III el Sabio, el elector de Sajonia desde 1486, hizo reconstruir la antigua fortaleza de Ascania, una nueva iglesia de Todos los Santos fue diseñada por el arquitecto Conrad Pflüger (1450-1506 /07) y erigida entre 1490 y 1511 en el estilo gótico tardío. Consagrada el 17 de enero de 1503, se convirtió en parte de la residencia de Federico o “Residenzschloss”, también llamado Schloss Wittenberg. Amplios trabajos de Tilman Riemenschneider, Jacopo de'Barbari y Alberto Durero contribuyeron a la construcción del complejo del palacio y luego la iglesia. 
Después en 1502 el Elector Federico III fundó la Universidad de Wittenberg (Leucorea) y recibió la confirmación por el legado papal Raymond Peraudi en 1507, Todos los Santos fue incorporada para servir como capilla a la universidad y rápidamente se convirtió en un importante centro académico y de culto. Los estudiantes recibieron sus doctorados allí, y el reformador Philipp Melanchthon hizo su famoso discurso inaugural en la iglesia. Se desarrolló una tradición de enterrar dignatarios académicos de la universidad en la iglesia. Varios epitafios notables se conservan hasta hoy.

### La Puerta de las Tesis

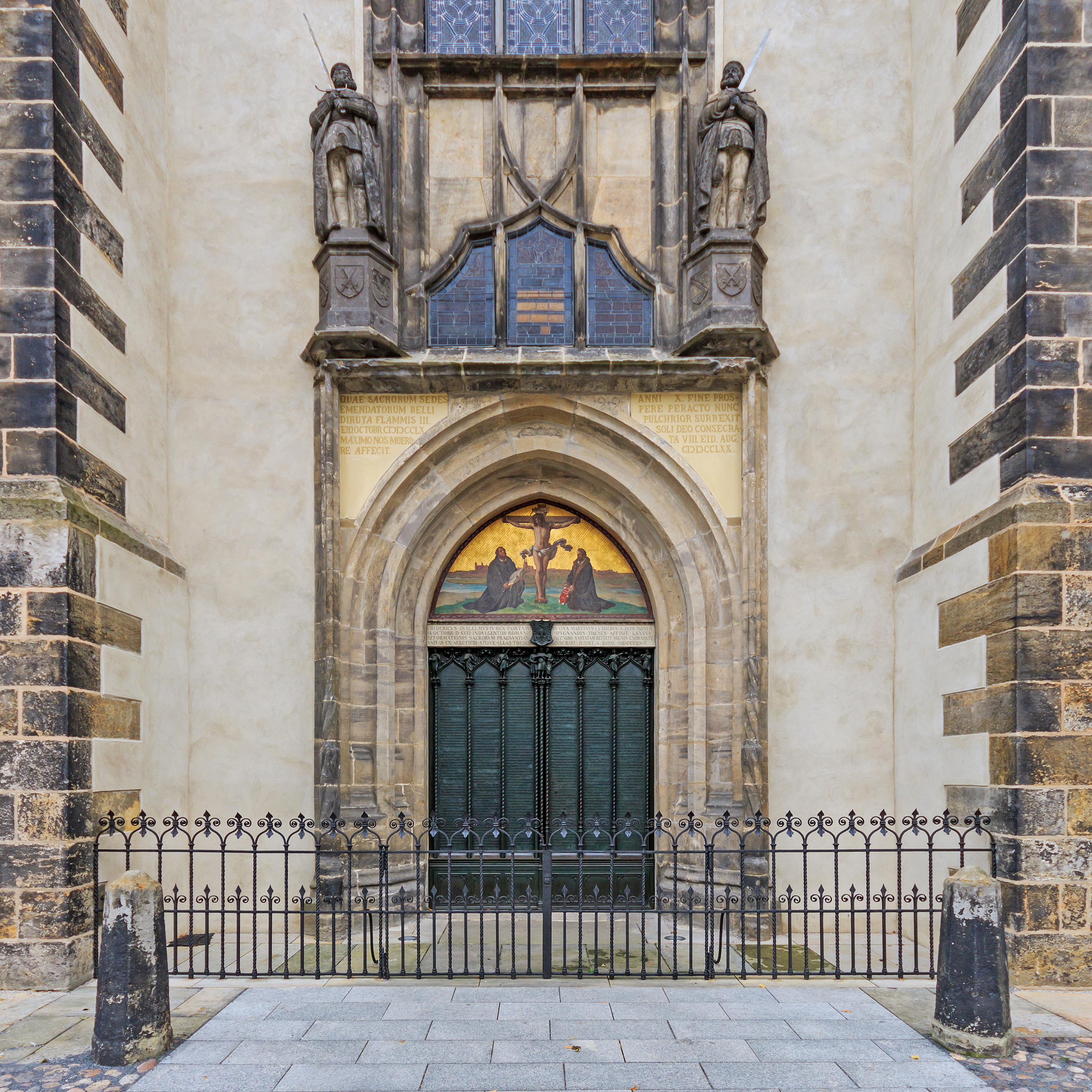
La puerta de las 95 tesis de Lutero

El portal principal era utilizado a menudo por el personal de la universidad para clavar mensajes y avisos; se cree generalmente que el 31 de octubre de 1517, la víspera del Día de Todos los Santos, Martín Lutero publicó sus Noventa y cinco Tesis en la puerta de la Iglesia de Todos los Santos. Este acto, destinado a promover una disputa sobre la venta de indulgencias, es comúnmente visto como un catalizador para la Reforma Protestante. Sin embargo, si el hecho sucedió o no, no ha podido verificarse de manera concluyente. Lutero envió sus objeciones en una carta al arzobispo Alberto de Brandeburgo el mismo día. Federico el Sabio murió en 1525 y fue enterrado en la iglesia del Palacio. En el mismo año, se introdujo el rito luterano. En esta iglesia recibieron sepultura Lutero en 1546 y Philipp Melanchthon en 1560. 
Durante la Guerra de los Siete Años la ciudad de Wittenberg fue ocupada por el ejército prusiano y bombardeada por las fuerzas imperiales en 1760, la Iglesia del Palacio fue destruida por el incendio causado por el bombardeo. El fuego dejó solo la mitad de la base de pie, ninguna de las puertas de madera sobrevivió. La iglesia de Todos los Santos fue reconstruida pronto, aunque sin muchas de las incalculables obras de arte, que se perdieron para siempre.
Después de que Wittenberg fuera incorporado a la provincia prusiana de Sajonia, el rey Federico Guillermo IV de Prusia ordenó en 1858 que la puerta conmemorativa de bronce fuera montada en las jambas donde se habían colocado los originales de madera. Las Tesis están inscritas en su idioma original latín. La propia puerta pesa 2.000 libras (1.000 kg) con los ornamentos modelados por Friedrich Drake. El 10 de noviembre de 1858, 375 años después del nacimiento de Martín Lutero, la nueva puerta fue inaugurada en una ceremonia formal. Por encima de la puerta hay una pintura de la crucifixión de Jesús encima del tímpano, que muestra a Lutero a la izquierda con su traducción bíblica alemana, y Philipp Melanchthon a la derecha, con la Confesión de Augsburgo de 1530, la principal confesión de fe en la Iglesia Luterana que fue formada por Lutero y Melanchthon. Esa puerta figura entre las más fotografiadas en Europa.

### Renovación

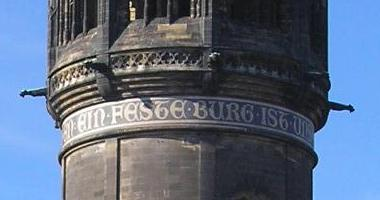
Ein' feste Burg ist unser Gott, inscripción en la torre de la iglesia

Con motivo del cuarto centenario del nacimiento de Lutero en 1883, se inició una extensa restauración de Todos los Santos en estilo neogótico, bajo la supervisión del arquitecto prusiano Friedrich Adler, por su discípulo Paul Ferdinand Groth (1859-1955).  El rediseño del interior incluía el actual techo y las pilastras de la bóveda, así como el ábside. También se reconstruyó el campanario de 88 metros (289 pies), desde donde se puede obtener una buena vista de la ciudad de Wittenberg y el paisaje circundante. Una cita, "Ein 'feste Burg ist unser Gott" ("Castillo fuerte es nuestro Dios"), de uno de los himnos de Lutero, rodea la torre.
El 31 de octubre de 1892, 375 años después de que Lutero clavara sus 95 tesis en la puerta de la iglesia, Todos los Santos fue reinaugurada.

### Todos los Santos en la actualidad
Una parroquia de la Iglesia del Palacio se creó en 1949. Más tarde evolucionó a un centro del movimiento de paz de la entonces Alemania Oriental (De espadas a arados), cuando Friedrich Schorlemmer sirvió aquí como predicador a partir de 1978. En 1983, 500 años después del nacimiento de Lutero, 12 nuevos vitrales fueron instalados en la iglesia. Éstos honraron a los seguidores más importantes de la reforma de Lutero, y fueron creados por Renate Brömme en un estilo "intemporal" por orden de la Federación Luterana Mundial. Un nuevo techo de ladrillo esmaltado fue añadido en 1999-2000. 
Hoy en día, la Iglesia de Todos los Santos sirve no solo como lugar de culto, sino que también alberga los archivos históricos de la ciudad, el Museo Riemer y un albergue juvenil. Con motivo del quinto centenario de las tesis de Lutero, el edificio ha vuelto a ser objeto de una amplia renovación. La iglesia fue reabierta festivamente el 2 de octubre de 2016 en presencia del presidente alemán Joachim Gauck y de la reina Margarita II de Dinamarca, quien dedicó un altar frontal diseñado por ella misma.

## Tumbas y obras de arte
Las tumbas de Martín Lutero y Philipp Melanchthon se encuentran en la Iglesia de Todos los Santos. 
 En la tumba de Lutero está escrito "Aquí está enterrado el cuerpo del Doctor de la Teología Sagrada, Martín Lutero, que murió en el año de Cristo de 1546, el 18 de febrero, en su ciudad natal Eisleben, después de vivir por 63 años, 2 meses y 10 días." 
Melanchthon predicó en el funeral de Lutero.  Lutero está enterrado bajo el púlpito a 2.4 metros bajo el suelo de la nave. Entre los personajes enterrados está Caspar Ziegler, un rector de la universidad.
La iglesia tiene estatuas de tamaño natural, hechas de alabastro, de Federico III y su hermano el Elector Juan de Sajonia, así como varias esculturas de bronce, también de Federico III y de Juan realizadas por Peter Vischer el Joven y Hans Vischer. La iglesia alberga muchas pinturas hechas por Lucas Cranach el Viejo y su hijo Lucas Cranach el Joven.

## Galería

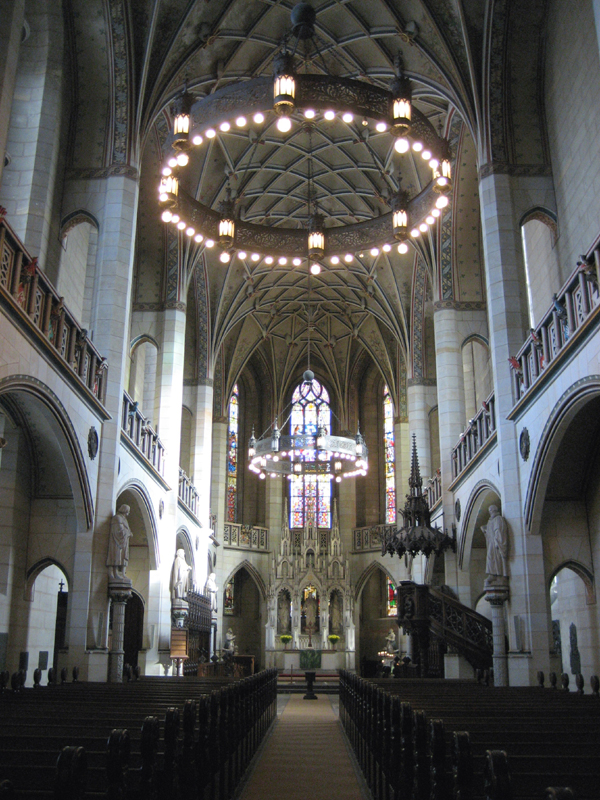
Vista del interior de la nave con el altar al fondo.
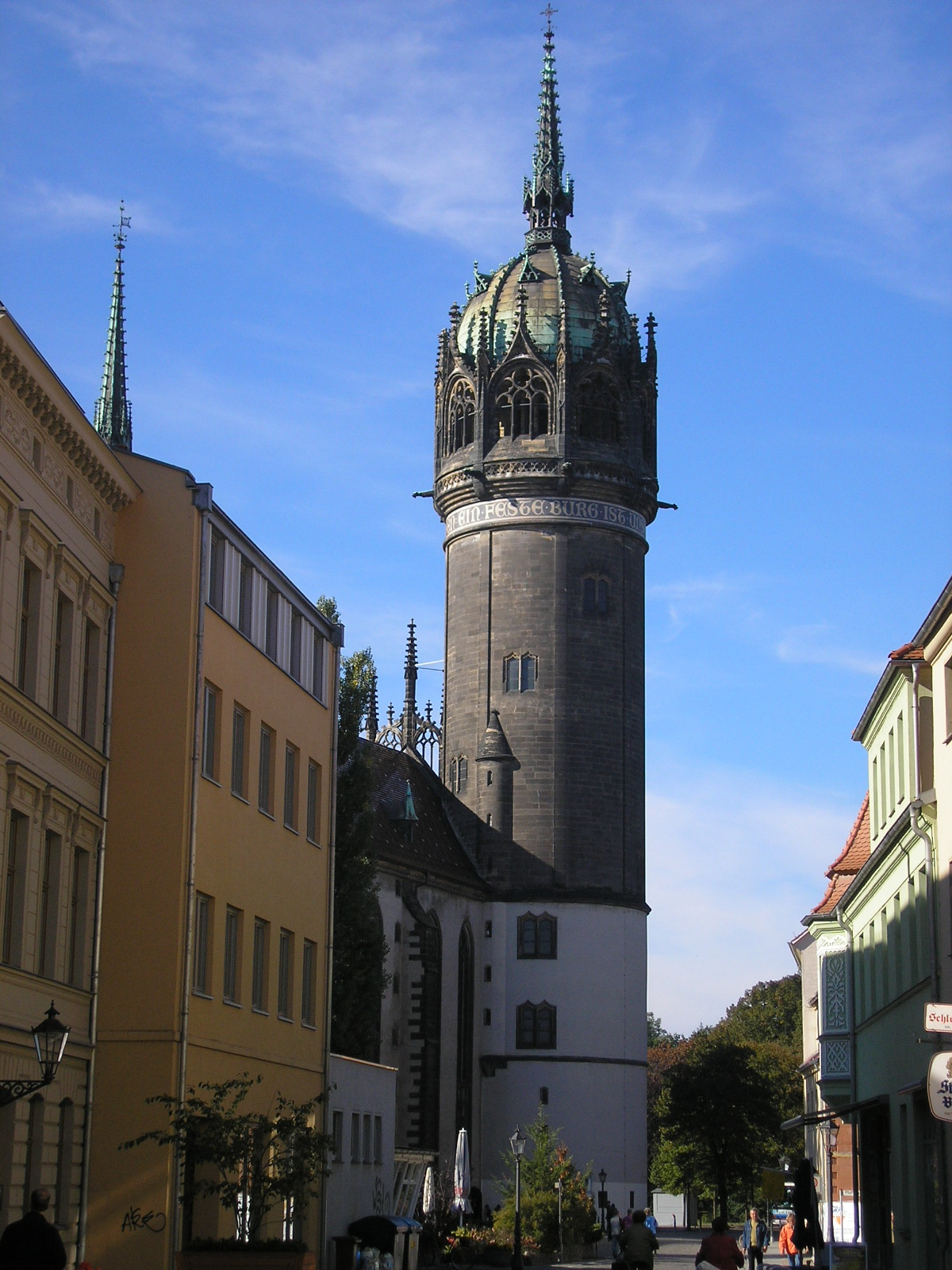
Campanario de la Iglesia de Todos Los Santos rodeado por la inscripción Ein' feste Burg ist unser Gott.
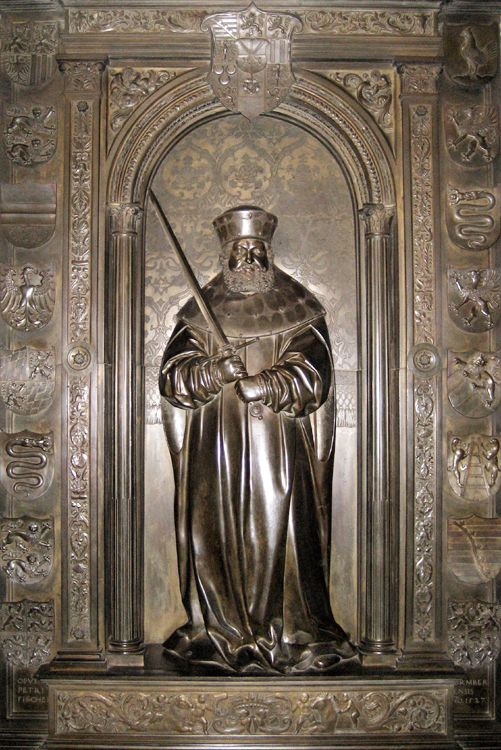
Estatua del Príncipe-elector de Sajonia Federico III “el Sabio”.
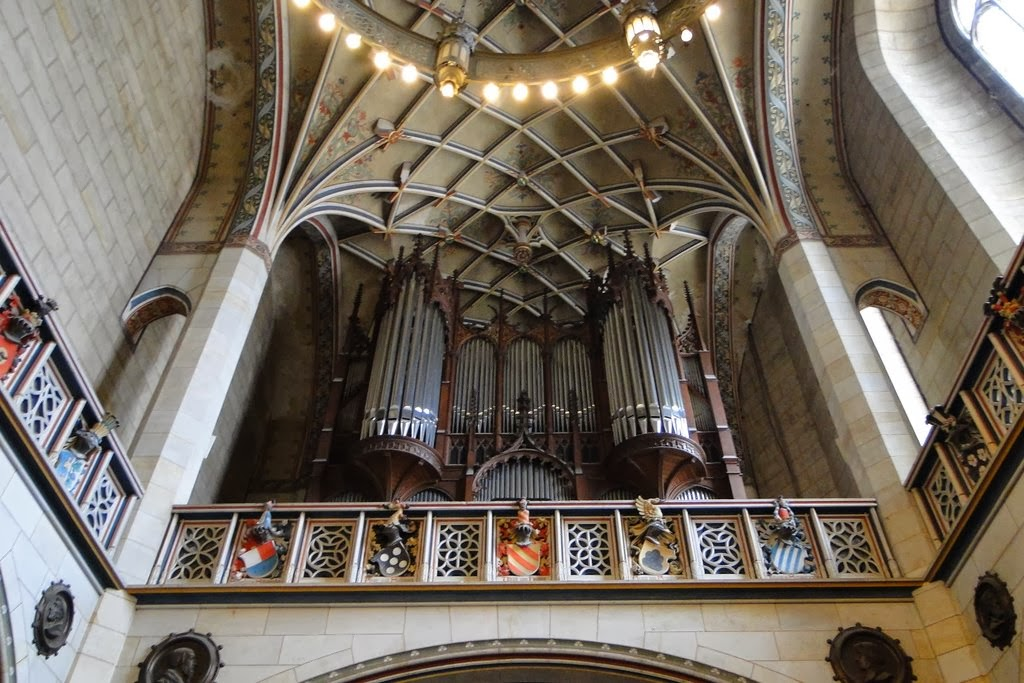
Órgano
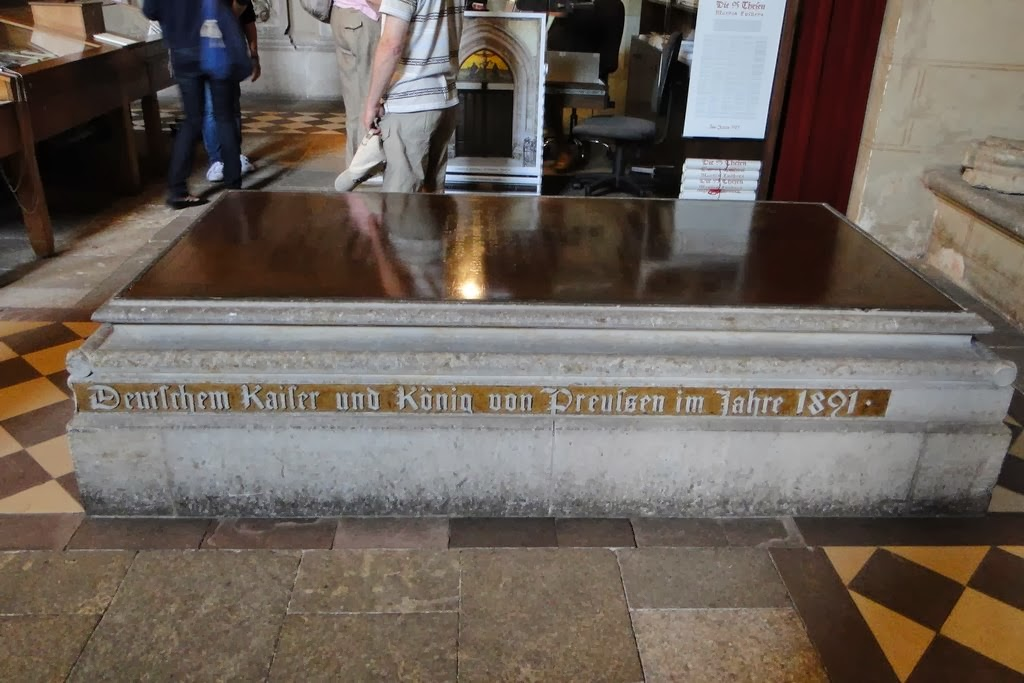
Monumento a los príncipes de la casa de Ascania enterrados.
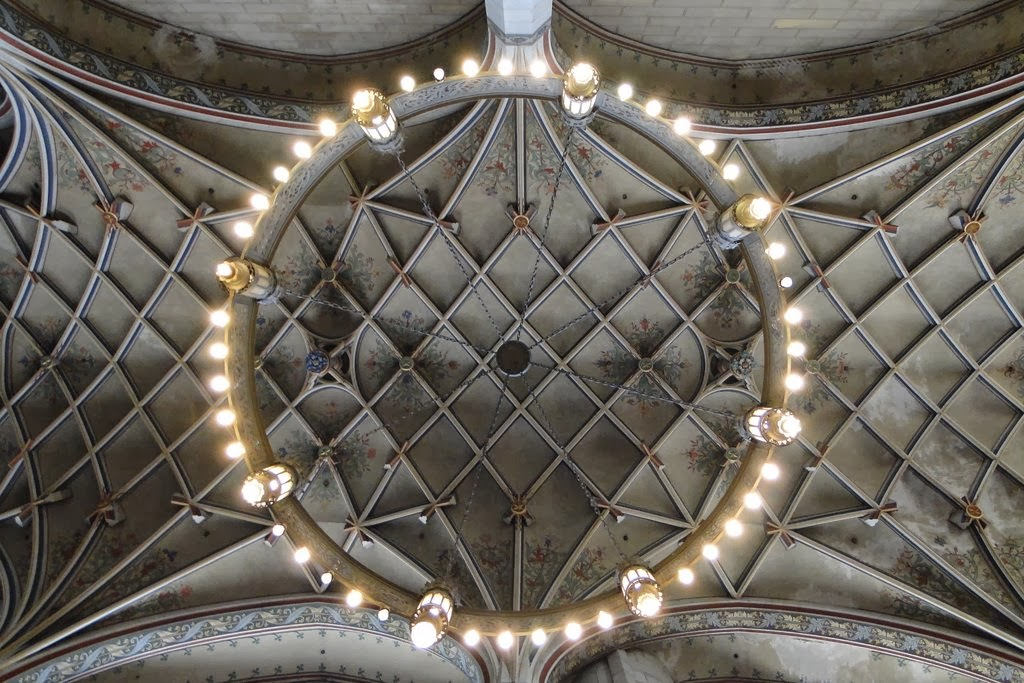
Candelabro.